# Matt Wieters
Matthew Richard Wieters (ur. 21 maja 1986) – amerykański baseballista występujący na pozycji łapacza.

## Przebieg kariery

### Baltimore Orioles
Wieters studiował w Georgia Institute of Technology, gdzie w latach 2005–2007 grał w drużynie uniwersyteckiej Georgia Tech Yellow Jackets. Został wybrany w 2007 roku w pierwszej rundzie draftu z numerem piątym przez Baltimore Orioles i początkowo występował w klubach farmerskich tego zespołu, między innymi w Norfolk Tides, reprezentującym poziom Triple-A. W Major League Baseball zadebiutował 29 maja 2009 w meczu przeciwko Detroit Tigers.
W sezonie 2011 po raz pierwszy w karierze wystąpił w Meczu Gwiazd i otrzymał Złotą Rękawicę. Rok później ponownie wystąpił w All-Star Game i drugi raz z rzędu otrzymał Złotą Rękawicę spośród łapaczy. 18 kwietnia 2013 w meczu przeciwko Tampa Bay Rays przy stanie 6–6 zdobył zwycięskiego grand slama w drugiej połowie dziesiątej zmiany.
1 maja 2014 w drugim meczu między ligowym doubleheader z Pittsburgh Pirates w drugiej połowie dziesiątej zmiany zdobył walk-off home runa. W tym samym miesiącu doznał kontuzji prawego łokcia i zmuszony był przejść operację Tommy’ego Johna, co wykluczyło go z gry do końca sezonu 2014.

### Washington Nationals
24 lutego 2017 podpisał roczny z opcją przedłużenia o rok kontrakt wart 21 milionów dolarów z Washington Nationals.

## Nagrody i wyróżnienia
| Nagroda/wyróżnienie | Lata                         | Źródło      |
| 5× All-Star         | 2011, 2012, 2014, 2016, 2017 | [ 2 ]       |
| 2× Gold Glove Award | 2011, 2012                   | [ 5 ] [ 6 ] |